# Catocala yunnanensis
Catocala yunnanensis là một loài bướm đêm trong họ Erebidae.